# 仁科芳雄

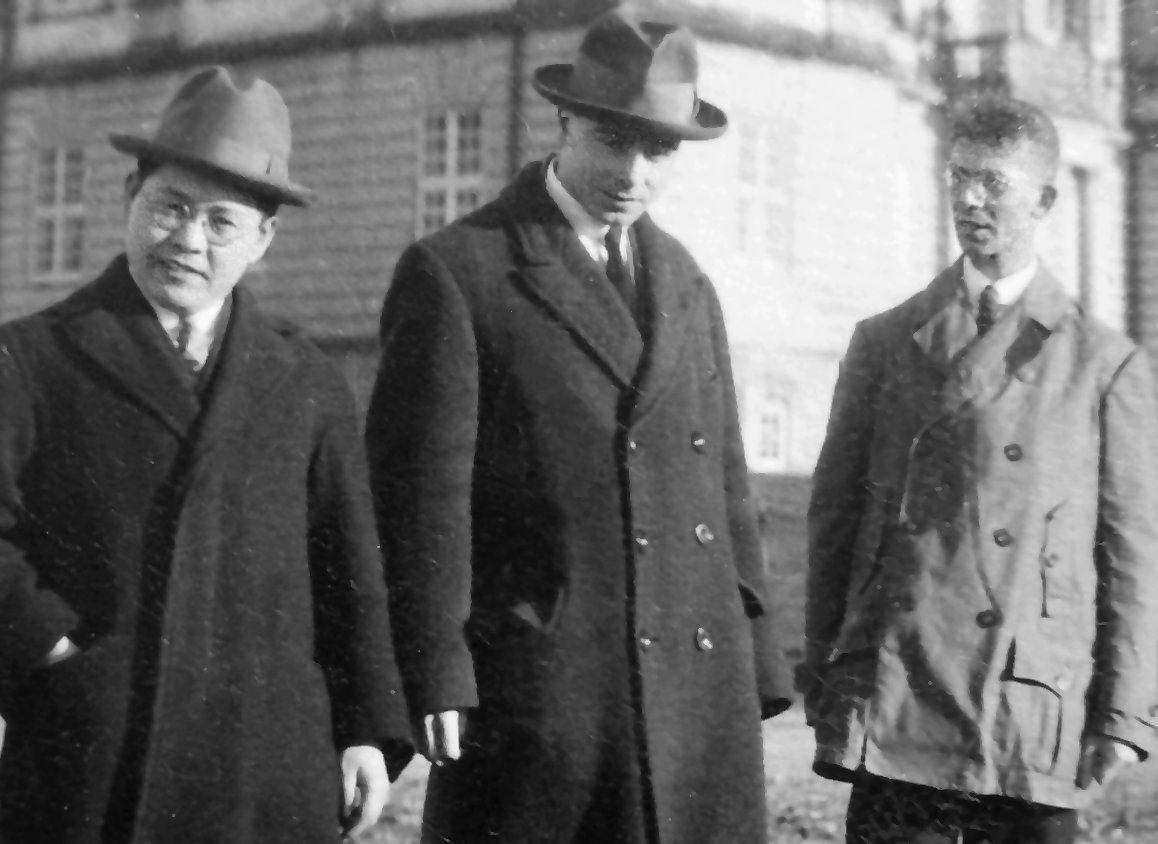
仁科芳雄、Llewellyn Thomas與弗里德里希·洪德，攝於1926年的哥本哈根

仁科芳雄（日语：／ Nishina Yoshio，1890年12月6日—1951年1月10日），日本物理學家。他曾是理化學研究所的研究人員，指導過許多著名日本物理學家，包括諾貝爾物理學獎得主湯川秀樹與朝永振一郎。他的導師是有日本現代物理學之父之稱的長岡半太郎。
他在第二次世界大戰期間領導日本核研究計畫。奧斯卡·克萊因與他提出克萊因-仁科公式。仁科芳雄曾在宇宙線中偵測到μ子，獨立於卡爾·安德森的研究。他也發現鈾237同位素，也是鈾分裂的研究先驅。

## 生平
仁科芳雄於1890年出生在日本岡山縣淺口郡里庄町，父母為仁科存生與仁科津禰，他也是家中第4個兒子。他在1914年進入東京帝國大學電氣工學系就讀，其間曾在東芝實習，並於1918年畢業。他在大學畢業後，成為理化學研究所的研究人員，指導教授為鯨井恒太郎。
他在1921年4月5日搭乘日本郵船所屬的北野丸由橫濱出發，前往歐洲學習物理，拜訪許多研究機關及大學。仁科芳雄首先來到劍橋大學卡文迪許實驗室，然後在1922年1月前往哥廷根大學。他在1923年4月來到哥本哈根大學。他停留在哥本哈根時與丹麥物理學家尼尔斯·玻尔一同研究，並成為好友。仁科芳雄在1928年與奧斯卡·克萊因發表康普頓散射研究論文，並提出克萊茵－仁科方程式。
他在1928年12月25日返回日本，並試圖在日本創造量子力學研究環境。1931年7月，他在理化學研究所內設立仁科實驗室，並介紹一些外國學者與日本物理學家交流，包括维尔纳·海森堡、尼尔斯·玻尔與保罗·狄拉克。他後來開始研究宇宙線，同時在理化學研究所設置粒子加速器與回旋加速器，並邀請尼尔斯·玻尔來到日本。
二戰期間，仁科實驗室也被投入軍事領域，並在1941年春開始研究在日本製作原子彈的可能性，他與長岡半太郎在1942年以理化學研究所研究人員身分參加海軍技術研究所原子彈研究。仁科實驗室後來開始研究原子彈，該計畫被稱為「二號計畫」。但是仁科實驗室在1945年遭到美軍空襲，受到嚴重破壞，許多設備被損毀，後來在戰爭結束後才重建。
美國在1945年8月6日於廣島投下原子彈後，仁科芳雄在8月8日以政府調査團身分前往調查，確定為原子彈爆炸所導致。
仁科芳雄在1946年11月成為理化學研究所所長，同年也獲得日本文化勳章。理化學研究所在1948年2月解散後，他成為科学研究所（現在的科研製薬）所長，後來擔任日本學術會議副會長。他在1951年因為肝癌而去世，可能是因為長年從事放射性物質研究所導致，也可能是在原子彈轟炸廣島及長崎後，前往當地調查所導致。為了紀念他的貢獻，仁科芳雄獎從1955年開始頒發給優秀的日本物理學家。仁科芳雄的故鄉里庄町設有仁科會館來紀念他，日本在1990年2月6日發行的郵票也繪有他的畫像。

## 外部連結
- 仁科記念財団 （页面存档备份，存于）
- 仁科 芳雄：作家別作品列表 （页面存档备份，存于）（青空文庫）
- 理化学研究所 二号研究相関記錄